# Josef Rademaker
Josef Rademaker (* 3. September 1919 in Lowick heute Bocholt, Kreis Borken; † 4. Juni 1997) war ein deutscher Politiker der SPD.

## Ausbildung und Beruf
Josef Rademaker besuchte die Volksschule, Berufsschule und Webschule. Er durchlief eine Ausbildung als Furnierer und wurde als solcher tätig. 1938 bis 1946 folgte der Arbeitsdienst, der Militärdienst sowie die Kriegsgefangenschaft. Ab 1951 war er hauptamtlich bei der Gewerkschaft Textil und Bekleidung tätig.

## Politik
Josef Rademaker war seit 1954 Mitglied der SPD. Er wurde Mitglied des Bezirksausschusses Westliches Westfalen und ab 1975 Vorsitzender des SPD-Unterbezirks Borken. Von 1956 bis 1974 war Rademaker Mitglied des Rates der Gemeinde Lowick sowie Mitglied des Kreistages Borken. Von 1958 bis 1974 fungierte er als Fraktionsvorsitzender. Er war ab 1969 stellvertretender Landrat. 1975 wurde er erneut Mitglied des Kreistages Borken.
Josef Rademaker war vom 28. Juni 1971 bis zum 27. Mai 1975 Mitglied des 7. Landtages von Nordrhein-Westfalen, in den er nachrückte. In den 8. Landtag vom 28. Mai 1975 bis zum 28. Mai 1980 zog er über die Landesliste ein. In den 9. Landtag rückte er am 1. Dezember 1983 nach.